# О, брат, где же ты?
«Oh Brother, Where Art Thou?» (с англ. — «О, брат, где же ты?») — пятнадцатый эпизод второго сезона мультсериала «Симпсоны». Впервые вышла 21 февраля 1991 года на телеканале «Fox».

## Сюжет
После просмотра последнего фильма «Макбейн», у Абрахама Симпсона случился сердечный приступ. Осознание того, что он может скоро умереть, заставляет его раскрыть тайну, которую он долго скрывал — у Гомера есть сводный брат.
Дед Симпсон объяснил, что незадолго до встречи с Моной, он встретился на карнавале с проституткой, у которой родился от него сын. Эйб и Мона решали отдать новорожденного в Шелбивилльский приют. Гомер решает во что бы то ни стало найти своего брата и вместе с семьёй отправляется туда. В приюте Гомер узнает, что его брата усыновили мистер и миссис Пауэлл, которые назвали его Гербертом.
Герб Пауэлл (который выглядит в точности, как Гомер Симпсон, только выше, на его голове больше волос, и он не такой толстый) — владелец крупной автомобильной компании «Powell Motors». Он очень богат, но несчастен, потому что не знает своих корней. Он вне себя от радости после звонка Гомера, который сообщает ему о том, что он его брат. Он приглашает всю семью Симпсонов в свой огромный особняк в Детройте.
В особняке Герберта Барта, Лизу и Мэгги быстро захватывает богатый стиль жизни их дяди, а сам Герберт решает, что Гомер, «средний» американец — идеальный кандидат для разработки новой машины для его компании. Гомер конструирует ужасную машину, которая стоит 82 тысячи долларов. Компания Герба разорена, его особняк продан за долги, а сам он очень сожалеет, что встретил Гомера. Уезжая на автобусе он кричит Гомеру «У меня больше нет брата». В конце эпизода Барт говорит своему отцу, что машина была не такой плохой.